# Jürg Luchs
Jürgen «Jürg» Luchs (* 29. September 1956) ist ein ehemaliger Schweizer Radrennfahrer und nationaler Meister im Radsport.

## Sportliche Laufbahn
Luchs war im Strassenradsport aktiv. Er war Teilnehmer der Olympischen Sommerspiele 1980 in Moskau. Im olympischen Strassenrennen kam er auf den 48. Rang. Im Mannschaftszeitfahren kam der Vierer der Schweiz mit Gilbert Glaus, Fritz Joost, Jürg Luchs und Richard Trinkler auf den 14. Rang.
1976 beendete er das Etappenrennen Grand Prix Guillaume Tell als Sechster, 1980 als Dritter. Er errang in seiner Karriere 51 Siege, davon zwei nationale Meistertitel sowie zwei Podiumsplätze bei nationalen Meisterschaften. Einige Jahre lang war er Präsident des «Veloclubs Meiringen-Brienz».